# Olsvai Imre
Olsvai Imre (Budapest, 1931. április 2. – ?, 2014. február 19.) népzenekutató, zeneszerző, Kodály Zoltán legfiatalabb tanítványa.

## Élete
Vallomása szerint, tudat alatt, már gyermekkorában fogékonnyá vált a népdal iránt. Részben külső környezetéből, részben pedig az esztergomi Bencés Gimnáziumba járó bátyjától (Vavrinecz Béla). Így egyenes útja volt a Liszt Ferenc Zeneművészeti Főiskolára, ahol – többek között, Kodály Zoltán és Szervánszky Endre tanítványaként 1956-ban zenetudományi–népzenekutatói, majd 1958-ban zeneszerzői diplomát kapott. 1974-től a Zenetudományi Intézet tudományos, majd főmunkatársa lett. 1998-ban nyugállományba vonult, de tudományos tanácsadóként továbbra is bejárt az Intézetbe.
Hosszú évek óta betegeskedett, de a szenvedést szótlanul tűrte, s még humorizálni is képes volt betegsége apropóján.

## Munkássága
A Népművészeti Intézetben, utána a Magyar Tudományos Akadémia Népzenekutató Csoportjának külső (1951–), majd belső munkatársa (1957–). A Magyar Népzene Tára zenei elvű rendszertani kiépítésén, továbbá a magyar népzene törzsrétegében variáns-vizsgálattal foglalkozott. Sajtó alá rendezte a Magyar Népzene Tára VI. kötetét Járdányi Pállal együtt (Népdaltípusok, 1973). Kodály Zoltán kitüntető kívánságára, Egyiptomban és Kubában is végzett kutatásokat, a környező országokon kívül.
Fő tevékenysége mellett, intenzíven foglalkozott oktató-közművelő feladatokkal is, az ELTE Folklór Tanszékén időszakosan, a Miskolci Egyetemen, és a Nyíregyházi Főiskolán népzeneismeretet, gyűjtésmódszertant, gyakorlati hagyományőrzést és -ápolást tanított.
Rendszeresen járt a Vajdaságba, Horvátországba, Szlovéniába, Szlovákiába, Ukrajnába, hogy zsűrizzen, előadjon és továbbadja tudását. 90 körül van azon ismeretterjesztő műsorainak száma, amelyet a budapesti és az Újvidéki Rádiónak készített. Hét sorozatnak volt népzenei szakértője, a budapesti, szegedi, újvidéki, hamburgi, bristoli és a nagoyai (Japán) televízió számára.
Az egyik legfontosabb munkája a Bartók és Kodály által szerkesztett Magyar Népzene Tára, amelynek néhány kötetét – részben Járdányival – elemezte, rendszerezte, tudományos útmutatóval látta el. Mintegy 7000 népzenei dallamot gyűjtött, és magyar mellett, nemzetiségi anyagot is. Szinte a teljesség szintjéig jutott Somogy, Tolna, Baranya és Zala megye népzenei kincseinek megmentésében. Saját anyagát a kétszázezres akadémiai összgyűjteménybe illesztette, és szinte haláláig végezte összehasonlító vizsgálatait.
Zeneszerzői munkásságából kórusművek, dalok, népzenei témákra készített feldolgozások (közöttük néptánckísérő zenék), kamaraművek születtek. Feldolgozott néhány, a Röpülj páva-mozgalom idejében felszínre került népdalt. Megzenésített – többek között -, Balassi Bálint, Kosztolányi Dezső (pl. A Zászló), Weöres Sándor dalokat. Teljes aktivitással vett részt – örökös tiszteletbeli elnökként –, a Vass Lajos Népzenei Szövetség, valamint a KÓTA (Magyar Kórusok, Zenekarok és Népzenei Együttesek) népzenei munkájában.

## Főbb művei
- A somogyi magyarság népzenéje (Együd Árpád: Somogyi népköltészet c. műben, Kaposvár, 1975)
- Egyházi énekek. Szeged, 1990
- A magyar népzene tára VI. (szerkesztő), Akadémiai Kiadó, 1973

## Elismerések
- „Tegyünk többet Somogyért” – Megyei Tanács kitüntetése 1970
- MTV Nívódíj 1975
- a Somogy Megyei Tanács alkotói díja 1981
- Életfa Díj – a Kulturális Minisztérium kitüntetése 1991
- A Magyar Köztársasági Érdemrend középkeresztje 1998
- A Miskolci Nagy Lajos Király Bölcsészegyetem Díszdoktorrá avatta 2002
- A Magyar Alkotóművészek Országos Egyesületének Nagydíja 2002
- KÓTA Nagydíj 2005
- „Somogy Polgáraiért” Kitüntetés 2005
- Délvidéki Magyar Életfa Díj „Aranyplakettje” elnevezésű életmű díjat. 2011

## Kapcsolódó lapok
- Az igali Csigás utca